# Вичава
Вичава (словен. Vičava) је некадашње насеље у општини Птуј, Подравска регија, Словенија.

## Историја
До територијалне реорганизације у Словенији била је у саставу старе општине Птуј. Године 1992. насеље је укинуто и припојено насељу Птуј.

## Становништво
| Број становника према пописима |
| ------------------------------ |
| 1991                           |
| 381                            |

Напомена: Године 1992. припојен насељу Птуј.